# Хрюша
Хрю́ша — поросёнок, кукольный персонаж детских и подростковых телепередач (с 5 июля 2013 по 31 октября 2016 года — только детских) «С добрым утром, малыши!» и «Спокойной ночи, малыши!».

## Персонаж
Днём рождения Хрюши считается 10 февраля 1971 года. До этого персонажа звали Ерошка, но перед очередным эфиром скоморох Ерошка сломался, и его заменили найденной на складе куклой розового голого поросёнка, в которого, как объяснили зрителям, Ерошку превратил домовой и волшебник Ухтыч за очередную проказу. Персонаж очень понравился детям, и его решили не «расколдовывать» обратно. Со временем поросёнка одели по последней моде. В телепередаче «Спокойной ночи, малыши», Хрюша играет роль непослушного ребёнка. Он активен, часто шалит и попадает в разные истории. Когда шалости поросёнка раскрываются, он извлекает из них урок вместе с детьми. В отличие от своих друзей, он делает непонятные ляпы, из которых приходится вылезать всем вместе.
В 1988 году Хрюша был участником советско—американского проекта «Свободные быть… семьёй» (англ. Free to be… a family). Он принимал в Кремле своих американских коллег лягушку Кермита и свинью Мисс Пигги (прибывших на встречу на автомобилях «Чайка»), и стал ведущим телемоста «Москва—Нью-Йорк».
В 1990-е годы Хрюша был также одним из постоянных участников телепередачи Кирилла Немоляева «Антиржавеечка», посвящённой тяжёлой музыке. Одетого в косуху поросёнка озвучивала, как и в «Спокойной ночи, малыши!», Наталья Державина.

## Голос
Более 30 лет, до 2002 года, Хрюшу озвучивала Наталья Державина. После этого за Хрюшу и Степашку говорила актриса Наталья Голубенцева (в 1971 году Хрюшу озвучивала Ева Синельникова). Затем были объявлены пробы, в которых участвовало около двадцати претендентов: актёров, актрис и певиц. В результате тщательного отбора новым голосом Хрюши стала актриса Оксана Чабанюк из театра кукол имени Образцова. Елена Ломтева озвучивает Хрюшу в рубрике «С добрым утром, малыши!».

## Пародии
В 1990-е годы в программе «Раз в неделю» на канале ТВ-6 выходила пародия «Спокойной ночи, мужики!», где участвовали персонажи Чита — неотёсанная грубая обезьяна Чичичи, Мики — мышонок, альтернатива Микки Мауса и ведущая тётя Валя, реже - тётя Таня.
На ОРТ в программе «Джентльмен-шоу» выходила рубрика «Спокойной ночи, взрослые!», в которой участвовали куклы «подросших» персонажей «Спокойной ночи, малыши». Хрюша был представлен в виде «завуча» в синем пиджаке и с красным галстуком, с уроном от классухи и вызовом родителей в школу. Его звали Хряк Иванович. В программе также были Каркуша (Каркунья Марковна) — старушка-директриса, Степашка (Степан Иннокентьевич) — малоимущий заместитель директора по АХР и Филя (Филипп Филиппович) — многодетный заместитель директора по УВР.
Контраст «плохого мальчика» Хрюши и «хорошего мальчика» Степашки вдохновил создателей сатирической передачи «Тушите свет» на создание пародий на них: Хрюна Моржова и Степана Капусты, соответственно. Хрюн Моржов (по своей должности) является вахтёром в отставке возраста 66,5 лет. Любит выпить, пропустить бокальчик другой. Степан Капуста (по своей должности) является охранником возраста 23,5 лет и контролирует доступ к просмотру передач «Тушите свет!» и «Красная стрела» без входа в аккаунт Google.